# IC 4227
IC 4227 је спирална галаксија у сазвјежђу Ловачки пси која се налази на листи објеката дубоког неба у Индекс каталогу.
Деклинација објекта је + 32° 11' 28" а ректасцензија 13h 20m 53,4s. Привидна величина (магнитуда) објекта IC 4227 износи 14,8 а фотографска магнитуда 15,6. IC 4227 је још познат и под ознакама CGCG 161-25, DFOT 450, PGC 46594.